# Harry Coonce
Harry Bernard Coonce (* 1938; † 14. Februar 2025) war ein US-amerikanischer Mathematiker, Hochschullehrer und Initiator und Gründer der Online-Datenbank Mathematics Genealogy Project.

## Leben
Coonce wurde 1969 an der University of Delaware mit der Arbeit A Variational Method for Functions of Bounded Boundary Rotation promoviert (Ph.D.). Bis zu seiner Emeritierung war er Hochschullehrer an der Minnesota State University, Mankato.
1996 startete er das Mathematics Genealogy Project, in dem inzwischen mehr als 300 000 (Stand Februar 2024) wissenschaftliche Stammbäume von Mathematikern und auf angrenzenden Gebieten tätigen Wissenschaftlern (Theoretische Physik) erfasst werden. Betreiber der Online-Datenbank ist derzeit die North Dakota State University.
Coonce starb im Februar 2025 im Alter von 86 Jahren.